# Sở Thành vương
Sở Thành vương (chữ Hán: 楚成王, ?-626 TCN, trị vì 671 TCN-626 TCN), tên thật là Hùng Uẩn (熊恽) hay Mị Uẩn (芈恽), là vị vua thứ 23 của nước Sở - chư hầu nhà Chu trong lịch sử Trung Quốc.

## Thân thế
Hùng Uẩn là con thứ hai của Sở Văn vương, vua thứ 21 nước Sở và là em của Sở Đổ Ngao, vua thứ 22 nước Sở. Mẹ ông là phu nhân Tức Qui, vốn là người nước Trần, vợ cũ của vua nước Tức. Vua cha Văn vương giết vua nước Tức và lấy mẹ ông.

## Giết anh cướp ngôi
Năm 675 TCN, vua cha Sở Văn vương qua đời, anh ông là Hùng Gian nối ngôi (Sở Đổ Ngao), tuy nhiên Đổ Ngao vẫn sợ Hùng Uẩn được các đại thần ủng hộ nên năm 672 TCN đã tìm kế định giết đi. Ông bèn trốn sang nước Tùy, rồi chiêu dụ đám đầu sỏ bí mật ám sát Đổ Ngao rồi về nước cướp ngôi, tức là Sở Thành vương.
Sở Thành vương phong cho chú là Tử Nguyên làm Lệnh doãn. Năm 666 TCN, Tử Nguyên mang quân cùng 600 cỗ xe đi đánh nước Trịnh, đến cửa Cốc Trất. Tống Hoàn công bèn cử binh cứu Trịnh. Tử Nguyên thấy vậy bèn nhân đêm tối rút quân.
Năm 664 TCN, Tử Nguyên định làm loạn, bị tướng Sở là Đấu Ban giết chết. Sở Thành vương dùng Đấu Cấu Ô Đồ làm Lệnh doãn.

## Tranh bá với nước Tề
Tề Hoàn công hùng mạnh, trở thành bá chủ chư hầu. Sở Thành vương muốn tranh ngôi bá chủ.
Năm 659 TCN, Sở Thành vương mang quân đánh Trịnh. Tề Hoàn công đang làm bá chủ chư hầu bèn đem quân cứu Trịnh. Quân Sở rút lui.
Năm 657 TCN, vợ Tề Hoàn công là Sái cơ bị Hoàn công ghét. Sái cơ bỏ về nước. Mẹ Sái cơ mang con gái gả cho người khác. Tề Hoàn công bèn hội chư hầu mang quân đánh. Đầu năm 656 TCN, quân Tề đánh tan quân Sái. Sở Thành vương điều quân cứu Sái. Quản Trọng nhân đó hạch tội nước Sở bỏ cống thiên tử nhà Chu. Quân Tề đóng ở đất Hình. Sở Thành vương sai Khuất Hoàn đi giảng hòa với nước Tề, làm biểu tạ lỗi với Chu Huệ Vương.
Sau khi hòa với Tề, Sở Thành vương sai Đấu Cấu Ô Đồ mang quân sang đánh diệt nước Huyền – vốn là nước có quan hệ với nhiều đồng minh của Tề. Vua Huyền là Huyền Tử bỏ chạy sang nước Hoàng.
Năm 658 TCN, Sở Thành vương lại đánh Trịnh, bắt được tướng Trịnh là Trịnh Đam Bá.
Năm 655 TCN, do nước Trịnh lại bỏ Tề theo Sở, Tề Hoàn công hội chư hầu đem quân đánh Trịnh, nước Trịnh cầu cứu Sở. Sở Thành vương bèn điều binh cứu Trịnh, đẩy lui quân Tề.
Năm 654 TCN, Sở Thành vương đánh nước Hứa nhưng Tề Hoàn công lại đem quân cứu Hứa. Sở Thành vương rút quân về.
Năm 650 TCN Sở Thành vương đánh nước Hoàng, đến 648 TCN diệt được nước này. Năm 646 TCN, ông đem quân diệt nước Anh (英).
Năm 645 TCN, Sở Thành vương đem quân tấn công nước Từ, Tề Hoàn công làm bá chủ chư hầu, triệu tập quân 6 nước Lỗ, Trần, Vệ, Trịnh, Hứa, Tào đánh lui quân Sở, cứu nước Từ, đánh lui quân Sở, rồi hội chư hầu cùng các nước ở đất Mẫu Khâu.
Chu Huệ vương yêu quý người con nhỏ là vương tử Đái, muốn phế thái tử Trịnh để lập Đái, bèn nhờ Sở Thành vương giúp mình. Tề Hoàn công biết tin, bèn xin cho thái tử đến dự hội chư hầu để bảo đảm ngôi vị cho thái tử. Chu Huệ vương và Sở Thành vương không ngăn cản được.
Sau khi Tề Hoàn công chết (643 TCN), nước Tề sinh ra nội loạn, Tống Tương công đem quân dẹp loạn được cho Tề, đưa Tề Hiếu công lên ngôi, muốn dùng việc ấy tạo uy thế để làm bá chủ. Trong khi đó chư hầu bắt đầu ngả theo Sở Thành vương.

## Tranh bá với nước Tống
Năm 643 TCN, Trịnh Văn công đến triều kiến Sở Thành vương.
Năm 640 TCN, nước Tùy kêu gọi các chư hầu Hán Đông phản lại nước Sở. Sở Thành vương bèn sai Đấu Cấu Ô Đồ mang quân đánh Tùy, chiếm được mấy thành.
Năm 639 TCN, Tống Tương công hội chư hầu, triệu kiến Sở Thành vương. Sở Thành vương giả vờ nhận lời. Khi ra hội, các nước Sái, Trịnh, Tào, Trần, Hứa đều sợ nước Sở mạnh nên ngả theo Sở Thành vương. Thành vương đặt phục binh, chờ Tống Tương công đến liền bắt giữ, sau đó đem quân đánh nước Tống.
Nước Tống tạm lập công tử Mục Di lên làm vua để giữ nước. Quân Sở không thắng được, cuối cùng Sở Thành vương thả Tống Tương công về nước.
Năm 638 TCN, Tống Tương công đánh nước Trịnh. Mùa thu năm đó, Sở Thành vương đem quân đánh Tống cứu Trịnh. Tống và Sở giao chiến tại trận Hoằng Thủy.
Sở Thành vương cho quân sang sông giao chiến. Khi Tống Tương công bày trận xong thì quân Sở vẫn chưa sang sông hết. Tư Mã là Cố khuyên Tương công đánh ngay vì quân Sở đông hơn nhưng vua Tống không nghe theo. Khi quân Sở qua sông xong chưa kịp bày trận, Tư mã Cố lại khuyên nên đánh, nhưng vua Tống vẫn không nghe theo. Khi quân Sở bày trận xong xông tới giáp chiến rất mạnh mẽ, quân Tống không chống nổi, bị thua tan tác, chết rất nhiều. Bản thân Tống Tương công bị thương ở đùi, về nước không lâu thì chết.

## Đánh lấn chư hầu
Cùng năm đó, nước Trần bỏ Sở theo Tống, Sở Thành vương giận sai Thành Đắc Thần mang quân đánh Trần. Quân Sở chiếm ấp Tiêu và ấp Di. Trần Mục công phải thần phục xin giảng hòa. Sở Thành vương xét công Thành Đắc Thần, phong làm Lệnh doãn (tướng quốc).
Năm 637 TCN, Trịnh Văn công sang triều kiến Sở Thành vương để cảm tạ việc năm trước đem quân cứu Trịnh. Sở Thành vương thông dâm với hai người con gái đi theo vua Trịnh, rồi đem về nước. Đại phu Thúc Thiêm của nước Trịnh chê Sở Thành vương vô lễ và không thể làm bá chủ được.
Năm 634 TCN, Lỗ Hi công xin Sở giúp mình đánh nước Tề, Thành vương sai Thân hầu giúp Lỗ, đánh bại quân Tề. Khi đến đất Tề, người con thứ của Tề Hoàn công là Khương Ung xin theo Sở, Sở Thành vương thu nhận Khương Ung, phong Khương Ung làm đại phu. Sau đó Sở Thành vương đem quân diệt nước Quỳ (夔).

## Tranh bá với nước Tấn

### Tiếp đãi Tấn Trùng Nhĩ
Mùa đông năm đó, Công tử Trùng Nhĩ nước Tấn chạy loạn đến Sở. Sở Thành vương rất trọng thị Trùng Nhĩ, mở yến tiệc thiết đãi, hỏi Trùng Nhĩ rằng sau này sẽ báo đáp nước Sở thế nào, Trùng Nhĩ trả lời rằng:
"Nếu hai nước phát sinh chiến tranh, nước Tấn sẽ lui nhường nước Sở 3 xá".
Thành Đắc Thần nghe thế đoán trước được chí lớn của Trùng Nhĩ và khuyên Sở Thành vương ra tay trước giết Trùng Nhĩ để trừ hậu họa, tuy nhiên ông không nghe. Sau đó Trùng Nhĩ đến nước Tần, được nước Tần đưa lên ngôi tức Tấn Văn công.

### Chiến tranh với nước Tấn
Năm 633 TCN, Sở Thành vương đem quân bao vây nước Tống. Tống Thành công cầu viện nước Tấn. Cuối năm đó, Tấn Văn công sai Hồ Yển, Hồ Mao chỉ huy thượng quân; Khước Cốc và Khước Trăn chỉ huy trung quân; Loan Bá và Tiên Chẩn chỉ huy hạ quân, Ngụy Sưu và Tuân Lâm Phủ hộ vệ, ra trận đánh quân Sở để cứu Tống.
Đầu năm 632 TCN, Tấn Văn công đánh nước Tào nhằm kéo quân Sở ra khỏi nước Tống nhằm giải vây cho Tống Thành công, nhưng sau đó đánh nước Vệ, bỏ mặc nước Tống đang bị vây. Mãi mấy tháng sau tướng Tấn là Tiên Chẩn mới hiến kế bắt nước Tào và nước Vệ cắt đất cho nước Tống khiến Sở Thành vương phải rút quân khỏi nước Tống để sang cứu Tào và Vệ.
Tháng 4 năm 632 TCN, Sở Thành vương muốn giảng hòa với Tấn, nhưng Thành Đắc Thần đòi giao tranh với quân Tấn. Sở Thành vương giận Đắc Thần, chỉ cấp cho ít quân.
Thành Đắc Thần sai sứ là Uyển Xuân đến gặp Tấn Văn công, đề nghị phục ngôi cho vua Tào và vua Vệ thì quân Sở sẽ thôi đánh Tống. Tấn Văn công bắt giữ Uyển Xuân, không đàm phán với Đắc Thần rồi ngầm giao hẹn với Vệ Thành công và Tào Cung công sẽ phục ngôi cho hai người nếu họ tuyệt giao với nước Sở. Vua Tào và vua Vệ chấp nhận làm theo Tấn Văn công.
Thành Đắc Thần thấy hai chư hầu Tào, Vệ tuyệt giao Sở để theo Tấn, nổi giận thúc quân đánh Tấn. Tấn Văn công giữ đúng giao ước với Sở Thành vương khi nương nhờ ở nước Sở, bèn hạ lệnh quân Tấn lui 3 xá là 90 dặm để nhường quân Sở, tới Thành Bộc. Tuy nhiên Thành Đắc Thần đang hăng hái không chịu lui binh, tiếp tục thúc quân Sở tiến lên truy kích.
Tháng 4 năm 632 TCN, Tấn Văn công đóng quân ở Thành Bộc, có Tống Thành công cùng tướng các nước Tề, Trần hội binh hỗ trợ. Phía quân Sở có quân Trịnh theo giúp. Ngày Kỷ Tị, hai bên đánh nhau to ở Thành Bộc. Quân Tấn đại thắng quân Sở. Thành Đắc Thần mang tàn quân tháo chạy. Sở Thành vương tức giận, ép Thành Đắc Thần tự tử. Ông phong cho Vi Lã Thần nối chức Lệnh doãn.

## Bị sát hại
Sở Thành vương có nhiều con trai, định lập con lớn là Thương Thần làm thái tử, bèn hỏi Lệnh doãn (tướng quốc) Tử Thượng. Tử Thượng cho rằng Thương Thần là người tàn nhẫn, không nên lập mà nên lập một người con thứ như truyền thống của nước Sở.
Sở Thành vương không nghe theo, vẫn quyết định lập Thương Thần làm thái tử. Được một thời gian, Sở Thành vương lại muốn phế Thương Thần để lập con thứ là vương tử Chức. Thương Thần dùng kế của Phàn Sùng, nói khích bà cô (em gái Thành vương, lấy chồng nước Giang) là Giang Mễ khiến Giang Mễ nói lộ ra ý định của vua cha.
Thương Thần bàn mưu với Phàn Sùng, quyết định làm binh biến giết cha. Tháng 10 năm 626 TCN, Thương Thần và Phàn Sung mang giáp sĩ tới vây cung điện. Sở Thành vương xin đợi ăn nốt món chân gấu rồi chết, nhưng Thương Thần không cho. Ông bị buộc phải tự vẫn.
Sau khi giết ông, Thương Thần định đặt thụy hiệu cho ông là Linh vương, mắt ông vẫn mở trừng trừng không nhắm. Khi xin đặt thụy là Thành vương, ông mới nhắm mắt.
Sở Thành vương làm vua được 46 năm. Thương Thần lên nối ngôi, tức là Sở Mục vương.